# Predix
Predix è un servizio platform as a service (PaaS) per sistemi cloud sviluppato da GE Digital per la raccolta e l'analisi di dati di macchine industriali.
Adottato internamente nei vari rami della multinazionale nel 2015 e successivamente esteso ad altri partner commerciali nel 2016, è stato concepito per supportare la crescita industriale dell'Internet of Things (IoT) attraverso il cloud e lo sviluppo di applicazioni di terze parti. Predix è stato realizzato usando come base la piattaforma open source Cloud Foundry e fornisce un modello di consegna tramite microservizi con un'architettura distribuita.

## Storia
Predix trae origine dalla lunga esperienza di General Electric nell'automazione industriale ed è incentrato principalmente sull'ottimizzazione in larga scala dei sistemi industriali e sulla creazione di un loro modello dettagliato, consentendone un miglioramento significativo sia in ogni sua parte sia a livello globale.
Predix era sviluppato originariamente dalla divisione GE Software a San Ramon (città della California nei pressi della Silicon Valley); nel settembre 2015 tale divisione fu poi assorbita dalla neo costituita GE Digital.
Nel corso del tempo General Electric ha stretto accordi di partnership di varia natura con altre aziende (in particolare Apple, Microsoft e la sua piattaforma Azure, PTC e la sua piattaforma ThingWorx) al fine di diffondere Predix ed adottare soluzioni integrate nel mondo dell'IoT.
Nel novembre 2016 Forrester Research, all'interno del suo report del 4º trimestre del 2016 sulle piattaforme IoT, aveva indicato Predix tra i leader di mercato. Tuttavia, nella stessa analisi condotta nel 3º trimestre del 2018 e pubblicata nell'agosto 2018, la piattaforma è stata valutata invece tra gli "strong performer", rimarcando come la sfida principale per la sua affermazione sia quella di spostare la percezione che il mercato ha nei suoi confronti.
Nell'aprile 2019 è stato lanciato Predix Manufacturing Data Cloud (MDC), una versione della piattaforma specificatamente rivolta alle aziende manifatturiere per le loro analisi dei dati.